# Pišagči Turci
Pišagči Turci nebo (nesprávně ale často) Pišagčiové (turecky Pıçağaç Türkleri, ázerbájdžánsky Pıçəğəçi Türkləri, Pıçəğəçlılar persky پیباساعتوگرمدرساعتاول → Pišagči) jsou menší turkický národ žijící v Ázerbájdžánu, Íránu a Afghánistánu. I když představují jižní sub-etnickou skupinu Ázerbájdžánců, některými výzkumníky jsou přiřazeni k větvi afghánských oghuzů. Jsou přívrženci větve ší'itského islámu.

## Rozmístění
Pišagči Turci jsou rozmístění ve východním a západním Ázerbájdžánu, roztroušeně po celém Íránu: Ardabílu, Zandžánu a části provincie Markazí. Dále v provinciích Teherán a Fárs, jejichž počet v zemi v je podle sčítání 1200  (Zdroj: Ethnologue 2010), a v Afghánistánu. 

## Jazyk
Pišagči Turci mluví jazykem Pišagči, což je jižní dialekt jazyka ázerbájdžánského - Torki  a mísí se v nich turecké, perské a kavkazské kořeny.